# Pedro Antonio Ginés Esteo
Pedro Antonio Ginés Esteo (Saragossa, 15 de gener de 2004) és un jugador d'escacs aragonès, que té el títol de Gran Mestre des de 2022. Fou Campió del món sub-14 el 2018, quan estava entrenat per Manuel Pérez Candelario. Ha estat també campió d'Espanya per edats en categories sub-10, sub-14, sub-16 i sub-18.
A la llista d'Elo de la FIDE del gener de 2022, hi tenia un Elo de 2419 punts, cosa que en feia el jugador número 74 de l'estat espanyol. El seu màxim Elo va ser de 2483 punts, a la llista del desembre de 2019.
L'octubre de 2018 fou Campió del món sub-14, a Halkidiki, Grècia, amb 8 punts de 9 possibles. Aquesta victòria significava el primer triomf espanyol en un mundial per edats en divuit anys, des que Paco Vallejo aconseguís el mundial sub-18 l'any 2000. El juliol de 2019 es proclamà campió d'Espanya en les categories sub-16 i sub-18 a Salobreña.
El setembre de 2020 fou novè al Campionat d'Espanya absolut, a Linares (el campió fou David Antón), i revalidà el títol de Campió d'Espanya sub-18, a Salobreña.